# Alegeri în Uruguay
În Uruguay se alege la nivel național un șef de stat-președintele și o legislatură. Președintele și vicepreședintele sunt aleși,de către oameni, după un tur de scrutin, pentru un mandat de cinci ani. Adunarea Generală are două camere. Camera deputaților are 99 de membri, aleși pentru un mandat de 5 ani prin reprezentare proporțională. Camera Senatului are 31 de membri, aleși pentru un mandat de 5 ani, prin reprezentare propoțională și vice-președintele. Uruguay are un sitstem de mai multe partide, cu trei partide politice dominante, fiind extrem de dificil pentru oricine să atingă succesul electoral, sub marca altui partid.